# Elkeson de Oliveira Cardoso
Elkeson de Oliveira Cardoso (Coelho Neto, Brasil, 13 de julio de 1989) es un futbolista profesional chino que juega como centrocampista o como delantero para el Chengdu Rongcheng de la Superliga de China. Es internacional con la selección de fútbol de China.

## Carrera
Elkeson es producto de la cantera del Vitória de Brasil. Durante su primer año allí, adulteró su documentación para restarse dos años de edad y jugar con ventaja frente a sus compañeros y rivales de la categoría, pero él mismo terminó confesando su treta, por lo que terminó siendo reubicado en la categoría correspondiente antes de recibir una sanción.
Hizo su debut profesional en 2009.
Durante la temporada 2010, Elkeson demostró ser un éxito de arranque y pronto se ganó el paso a Botafogo en mayo de 2011.
Después de dos años de ser uno de los jugadores estrellas del Botafogo en el Brasileirão, Guangzhou Evergrande de China, decidió contratarlo asegurando sus servicios al final de la temporada 2012. El 24 de diciembre de 2012, Guangzhou Evergrande anunció oficialmente que habían firmado con Elkeson un contrato de cuatro años por un precio de € 5,7 millones. El 3 de marzo de 2013, hizo su debut con el Guangzhou, en la FA Supercopa, que Guangzhou Evergrande perdió con Jiangsu Sainty 2-1. El 8 de marzo de 2013, Elkeson anotó sus dos primeros goles en China en el partido inaugural de la Liga China 2013 contra Shanghai Shenxin, lo que aseguró la victoria por 5-1 del Guangzhou Evergrande. Anotó trece goles en sus primeros siete partidos. En julio de 2013, Elkeson fue nombrado en el equipo que se presentó para la próxima etapa de la Liga de Campeones de la AFC, en sustitución de Lucas Barrios que había decidido regresar a Europa. Anotó veinticuatro goles en veintiocho apariciones en la Super Liga que fue el máximo goleador de la temporada, ocho más que el segundo, Carmelo Valencia. Marcó seis goles en seis partidos en la Liga de Campeones de la AFC. Jugó la final donde anotó 2 goles contra FC Seúl, Guangzhou se coronó campeón de la competición por primera vez en su historia. El 1 de diciembre de 2013, la primera etapa de la final contra Guizhou Renhe, fue expulsado después de golpear a Yang Hao en la cara. El 5 de diciembre recibió una prohibición de 4 partidos y recibió una multa de ¥ 20.000 por parte de la Asociación de Fútbol de China. Guangzhou Evergrande finalmente perdió ante Guizhou Renhe 3-2 en el global, no pudiendo defender el título de la Copa FA. Elkeson jugó los tres partidos del Guangzhou Evergrande en la Copa Mundial de Clubes de la FIFA 2013. El 14 de diciembre de 2013, marcó el primer gol de Guangzhou en la Copa Mundial de Clubes contra el campeón africano, Al-Ahly en los cuartos de final, ayudando a Guangzhou a ganar el partido por 2-0.
El día 20 de enero del año 2016, Elkeson fue traspasado al rival del Guangzhou Evergrande, el Shanghai SIPG, segundo clasificado la pasada temporada, por 18.5 millones de euros.

## Estadísticas
| Club                 | Año           | Liga  | Liga  | Liga   | Copa   | Copa   | Copa   | Estado | Estado | Estado | América del Sur      | América del Sur      | América del Sur      | Otras ligas | Otras ligas | Otras ligas | Total | Total | Total  | Total |
| Club                 | Año           | Part. | Goles | Asist. | Part.  | Goles  | Asist. | Part.  | Goles  | Asist. | Part.                | Goles                | Asist.               | Part.       | Goles       | Asist.      | Part. | Goles | Asist. |       |
| -------------------- | ------------- | ----- | ----- | ------ | ------ | ------ | ------ | ------ | ------ | ------ | -------------------- | -------------------- | -------------------- | ----------- | ----------- | ----------- | ----- | ----- | ------ | ----- |
| Vitória              |               |       |       |        |        |        |        |        |        |        |                      |                      |                      |             |             |             |       |       |        |       |
| 2009                 | 12            | 1     | 0     | 0      | 0      | 0      | 2      | 0      | 0      | 1      | 1                    | 0                    | –                    | –           | –           | 15          | 2     | 0     |        |       |
| 2010                 | 34            | 6     | 8     | 10     | 1      | 2      | 13     | 2      | 5      | 2      | 0                    | 0                    | 4                    | 0           | 0           | 63          | 9     | 15    |        |       |
| 2011                 | 1             | 0     | 0     | 2      | 0      | 0      | 18     | 7      | 1      | 0      | 0                    | 0                    | –                    | –           | –           | 21          | 7     | 1     |        |       |
| Total                | 47            | 7     | 8     | 12     | 1      | 2      | 33     | 9      | 6      | 3      | 1                    | 0                    | 4                    | 0           | 0           | 99          | 18    | 16    |        |       |
| Botafogo             |               |       |       |        |        |        |        |        |        |        |                      |                      |                      |             |             |             |       |       |        |       |
| 2011                 | 35            | 8     | 10    | 0      | 0      | 0      | 0      | 0      | 0      | 3      | 0                    | 1                    | –                    | –           | –           | 38          | 8     | 11    |        |       |
| 2012                 | 31            | 11    | 1     | 5      | 2      | 0      | 16     | 5      | 5      | 2      | 0                    | 0                    | –                    | –           | –           | 54          | 18    | 6     |        |       |
| Total                | 66            | 19    | 11    | 5      | 2      | 0      | 16     | 5      | 5      | 5      | 0                    | 1                    | –                    | –           | –           | 92          | 26    | 17    |        |       |
| Club                 | Año           | Liga  | Liga  | Liga   | FA Cup | FA Cup | FA Cup | –      | –      | –      | AFC Champions League | AFC Champions League | AFC Champions League | Otras (*)   | Otras (*)   | Otras (*)   | Total | Total | Total  |       |
| Club                 | Año           | Part. | Goles | Asist. | Part.  | Goles  | Asist. | –      | –      | –      | Part.                | Goles                | Asist.               | Part.       | Goles       | Asist.      | Part. | Goles | Asist. |       |
| Guangzhou Evergrande | 2013          | 28    | 24    | 11     | 3      | 1      | 3      | –      | –      | –      | 6                    | 6                    | 2                    | 1           | 0           | 0           | 38    | 31    | 16     |       |
| Guangzhou Evergrande | 2014          | 28    | 28    | 5      | 1      | 0      | 0      | –      | –      | –      | 10                   | 6                    | 0                    | 3           | 1           | 0           | 42    | 35    | 5      |       |
| Guangzhou Evergrande | 2015          | 16    | 7     | 5      | 1      | 0      | 0      | –      | –      | –      | 11                   | 3                    | 1                    | –           | –           | –           | 28    | 10    | 6      |       |
| Guangzhou Evergrande | Total         | 72    | 59    | 21     | 5      | 1      | 3      | –      | –      | –      | 27                   | 15                   | 3                    | 4           | 1           | 0           | 108   | 76    | 27     |       |
| Shanghái SIPG        | 2016          | 26    | 11    | 12     | 1      | 0      | 0      | –      | –      | –      | 9                    | 4                    | 2                    | 3           | 0           | 0           | 39    | 15    | 14     |       |
| Shanghái SIPG        | 2017          | 17    | 11    | 3      | 1      | 2      | 0      | –      | –      | –      | 12                   | 5                    | 4                    | –           | –           | –           | 30    | 18    | 7      |       |
| Shanghái SIPG        | 2018          | 16    | 7     | 4      | 2      | 0      | 0      | –      | –      | –      | 8                    | 4                    | 1                    | –           | –           | –           | 26    | 11    | 5      |       |
| Shanghái SIPG        | 2019          | 10    | 8     | 1      | 1      | 0      | 0      | –      | –      | –      | 8                    | 2                    | 3                    | 1           | 0           | 0           | 20    | 10    | 4      |       |
| Shanghái SIPG        | Total         | 69    | 37    | 20     | 5      | 2      | 0      | –      | –      | –      | 37                   | 15                   | 10                   | 4           | 0           | 0           | 115   | 54    | 30     |       |
| Guangzhou Evergrande | 2019          | 13    | 10    | 5      | –      | –      | –      | –      | –      | –      | 4                    | 0                    | 0                    | –           | –           | –           | 17    | 10    | 5      |       |
| Guangzhou Evergrande | Total         | 13    | 10    | 5      | 0      | 0      | 0      | –      | –      | –      | 4                    | 0                    | 0                    | 0           | 0           | 0           | 17    | 10    | 5      |       |
| Total carrera        | Total carrera | 272   | 132   | 65     | 28     | 6      | 5      | 49     | 14     | 11     | 76                   | 31                   | 14                   | 12          | 1           | 0           | 437   | 184   | 95     |       |

## Títulos

### Clubes
Vitória
- Campeonato Baiano: 2009, 2010
- Copa do Nordeste: 2010

 Guangzhou Evergrande
- Super Liga China: 2013, 2014, 2015
- AFC Champions League: 2013

### Selección de Brasil
- Superclásico de las Américas : 2011

### Distinciones individuales
| Distinción                                          | Año  |
| --------------------------------------------------- | ---- |
| Máximo goleador de la Superliga de China (24 goles) | 2013 |
| Máximo goleador de la Superliga de China (28 goles) | 2014 |